# Doctor Alberto Oviedo Mota
Ejido Doctor Alberto Oviedo Mota (El Indiviso) o simplemente:  El Indiviso, es una localidad ubicada en el estado mexicano de Baja California en el extremo sureste del valle de Mexicali. Mismo que forma parte del municipio de Mexicali, y en específico de la delegación Colonias Nuevas.

## Toponimia e historia
El nombre Doctor Alberto Oviedo Mota, le es otorgado a esta comunidad como un homenaje al personaje epónimo, quien fuera participante del movimiento revolucionario en Michoacán y primer rector de la Universidad Michoacana.
Esta localidad es el centro poblacional del ejido Doctor Alberto Oviedo Mota fundado en 1959, aunque parte de los agricultores a los que se les dotó de tierras en aquel entonces, estuvieron inconformes y buscaron otras más hacia el noreste, radicándose algunos de forma irregular en la Colonia Carranza a finales de los años sesenta, pero obteniendo luego la regularización de esos terrenos. En dicho poblado se les dotó de terrenos o solares, los cuales constituyen el núcleo poblacional de un ejido denominado también Alberto Oviedo Mota y más conocido como Alberto Oviedo Mota Reacomodo o simplemente El Reacomodo, sin embargo, el nombre de aquella localidad que ya existía con anterioridad, siguió denominándose Venustiano Carranza o Colonia Carranza.

### Error en la nomenclatura o toponimia del INEGI y en Google Maps
Debido a lo comentado con anterioridad, en el II Conteo de Población y Vivienda 2005 realizado en México por el INEGI, se atribuyó erróneamente la nomenclatura o toponimia: Alberto Oviedo Mota a la Colonia Carranza, sin embargo en el XIII Censo General de Población y Vivienda 2010, ese error fue corregido, tanto en los productos estadísticos como en los cartográficos del INEGI, no así en el popular servidor de aplicaciones de mapas Google Maps, donde persiste el error y se desinforma, causando confusión, pues en la citada aplicación, al menos hasta inicios de la tercera década del siglo XXI, la localidad Venustiano Carranza aparece como Alberto Oviedo Mota mientras que Doctor Alberto Oviedo Mota, aparece como "El Indiviso".

## Geografía
Doctor Alberto Oviedo Mota es una localidad dedicada a la agricultura, constituyendo un ejido, ubicada cerca del curso bajo del río Colorado, a una altitud de menos un metro bajo el nivel del mar y a unos 98 kilómetros al sureste de la ciudad de Mexicali, capital del estado; su principal vía de comunicación es la carretera estatal n.º 4 que conduce hacia el norte a Ciudad Coahuila. El Indiviso es la comunidad del Valle de Mexicali, más alejada de la ciudad de Mexicali

## Demografía
De acuerdo a los resultados del censo general de población y vivienda del 2010 realizado por el Instituto Nacional de Estadística y Geografía, Alberto Oviedo Mota tiene una población total de 1009 habitantes, de los cuales 536 son hombres y 473 son mujeres, siendo una de las localidades de más de 1000 habitantes con que cuenta el municipio.